# La Complainte du partisan
Ne doit pas être confondu avec Le Chant des partisans.
Pour les articles homonymes, voir Partisan.

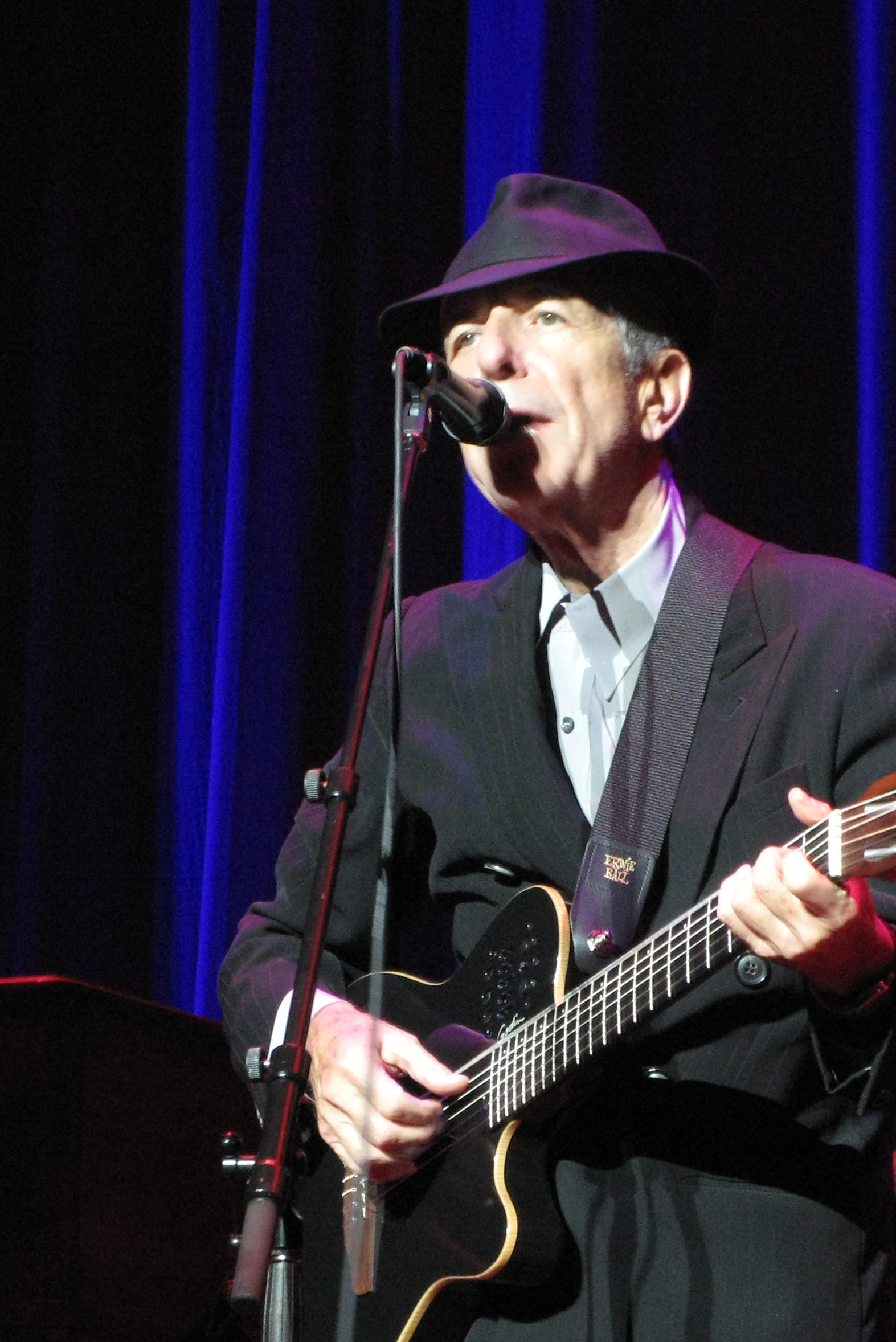
Leonard Cohen

La Complainte du partisan est une chanson écrite à Londres en 1943 par Emmanuel d'Astier de La Vigerie pour le texte et Anna Marly pour la musique. Cette chanson est diffusée pour la première fois sur les ondes de la BBC à destination de la France occupée et un des disques est même détruit par la DCA allemande lors d'un parachutage de résistants. Elle devient une chanson populaire dans les années 1950.

## Description
Les quatre premiers vers chantés sont :
Les Allemands étaient chez moi,

Ils m'ont dit « Résigne-toi »,

Mais je n'ai pas pu

Et j'ai repris mon arme.
Ils sont précédés d'un texte parlé, qui est repris comme dernier couplet. Ce texte d'introduction parle de l'oubli qui pèsera sur les résistants une fois morts, avec le retour de la liberté et la fuite du temps : « On nous oubliera, nous rentrerons dans l'ombre ». La traduction anglaise chantée plus tard par Leonard Cohen prendra le parti de dire le contraire : « Freedom soon will come, then we'll come from the shadows » : « alors nous sortirons de l'ombre ». En France aussi les paroles originales sont parfois modifiées dans les différents arrangements et les diverses interprétations jusqu'à aujourd'hui. Par exemple « les Allemands » sont parfois remplacés par « l'ennemi » non nommé, ou « les soldats ».

## Composition et diffusion
La Complainte passe pour la première fois à la BBC à destination de la France occupée. Sa compositrice Anna Marly reconnaît la filiation avec Le Chant des partisans, qu'elle a également composé à Londres en 1943 : « La Complainte du partisan, je l’appelle la cousine du Chant des partisans parce qu’elles allaient de pair ». La chanson est désormais moins connue que Le Chant des partisans,, écrit par Joseph Kessel et Maurice Druon, devenu l'hymne officiel de la résistance française. La Complainte rencontre un succès populaire dans les années 1950, puis cède la place au Chant des partisans lors du transfert des cendres de Jean Moulin au Panthéon en 1964.
Le texte peut différer selon les versions, ainsi Leonard Cohen et le groupe 16 Horsepower chantent : « On m'a dit « Résigne-toi », mais je n'ai pas peur ».

## Interprètes
Après Anna Marly, La Complainte du partisan est interprétée par de nombreux artistes comme Les Compagnons de la chanson, Leny Escudero, Mouloudji, Marc Ogeret, Anna Prucnal, etc..
Ce chant connaît finalement une deuxième jeunesse quand il est repris dans sa version anglaise, Song of the French Partisan, sous le titre The Partisan, en 1969 par le chanteur canadien anglophone Leonard Cohen dans son deuxième album Songs from a Room.
La version de Leonard Cohen est elle-même ensuite reprise par les interprètes suivants :
- Joan Baez[c] en 1972 ;
- Buffy Sainte-Marie dans l'album She used to wanna be a ballerina en 1974 ;
- le groupe américain 16 Horsepower sur l'album Low Estate en 1997[d], en duo avec Bertrand Cantat, le chanteur du groupe français Noir Désir ;
- le groupe Electrelane en 2005 dans l'album Axes[4] ;
- les groupes Other Lives et YuLeS, depuis 2009, sur scène, sous une forme « revisitée » ;
- le duo First Aid Kit, au moins depuis 2010, sur scène[5] ;
- le groupe El Comunero dans le disque Sigue Luchando sorti en octobre 2012 et aux « couleurs plus rock » ;
- le groupe Anonymous Choir sur l'album Anonymous Choir sings Leonard Cohen paru en 2015[6] ;
- le groupe Dubamix reprend la version de Leonard Cohen en 2014 sur l'album Pour qui sonne le dub[7].
- le groupe Hamon Martin Quintet avec la chanteuse Rosemary Standley sur son album Clameurs[8].
- le groupe Babylon Circus avec le chanteur Adil Smaali dans l'album State of Emergency sorti en 2020[9].

Une version anglaise plus récente peut être entendue dans la bande originale du jeu vidéo Wolfenstein: The Old Blood, adaptée par Hy Zaret (en) et jouée par Tex Perkins et Mick Gordon.